# Macclesfield Town Football Club
Il Macclesfield Football Club è stata una società calcistica con sede a Macclesfield, nel Cheshire, in Inghilterra.

## Storia
Nella stagione 2005-2006 ha raggiunto la semifinale di Football League Trophy. Nelle stagioni 1969-1970 e 1995-1996 ha vinto il FA Trophy, di cui nelle stagioni 1988-1989 e 2016-2017 è invece stato finalista perdente (nelle stagioni 1973-1974 e 1991-1992 ha invece raggiunto le semifinali della competizione).

## Allenatori
- Peter Robinson (1958-1959)
- Sammy McIlroy (1993-2000)
- Peter Davenport (2000)
- Kevin Keen (2001)
- Paul Ince (2006-2007)
- Sol Campbell (2018-2019)
- Tim Flowers (2020)
- Mark Kennedy (2020)

## Palmarès

### Competizioni nazionali
- FA Trophy: 2

1969-1970, 1995-1996
- Football Conference: 3

1994-1995, 1996-1997, 2017-2018
- Conference League Cup: 1

1993-1994
- Northern Premier League: 3

1968-1969, 1969-1970, 1986-1987

### Competizioni regionali
- Cheshire Senior Cup: 21

## Numeri ritirati
L’11 gennaio 2011, all’età di 29 anni, morì nel sonno il centrocampista Richard Butcher. La società del Macclesfield decise di ritirare la maglia numero 21.

## Rosa

### 2017-2018
| N. |                        | Ruolo | Calciatore        |
| -- | ---------------------- | ----- | ----------------- |
| 1  | Iraq (bandiera)        | P     | Shwan Jalal       |
| 2  | Inghilterra (bandiera) | C     | Jared Hodgkiss    |
| 3  | Inghilterra (bandiera) | D     | David Fitzpatrick |
| 4  | Inghilterra (bandiera) | D     | Keith Lowe        |
| 5  | Inghilterra (bandiera) | D     | George Pilkington |
| 6  | Inghilterra (bandiera) | D     | Josh Thompson     |
| 7  | Inghilterra (bandiera) | C     | Elliott Durrell   |
| 8  | Inghilterra (bandiera) | A     | Tyrone Marsh      |
| 9  | Inghilterra (bandiera) | A     | Scott Wilson      |
| 10 | Giamaica (bandiera)    | C     | Courtney Richards |
| 11 | Inghilterra (bandiera) | C     | Ryan Lloyd        |

| N. |                        | Ruolo | Calciatore        |
| -- | ---------------------- | ----- | ----------------- |
| 12 | Inghilterra (bandiera) | P     | Sam Ramsbottom    |
| 14 | Irlanda (bandiera)     | D     | Noe Baba          |
| 15 | Inghilterra (bandiera) | D     | Kieran Kennedy    |
| 16 | Inghilterra (bandiera) | D     | Mitch Hancox      |
| 17 | Inghilterra (bandiera) | C     | Callum Evans      |
| 18 | Inghilterra (bandiera) | C     | Danny Whitehead   |
| 19 | Italia (bandiera)      | A     | Diego De Girolamo |
| 20 | Inghilterra (bandiera) | C     | Scott Burgess     |
| 22 | Ghana (bandiera)       | C     | Koby Arthur       |
| 23 | Inghilterra (bandiera) | C     | Danny Whitaker    |